# Modafinil
Modafinil, được bán dưới tên thương hiệu Provigil trong số những loại khác, là một loại thuốc để điều trị chứng buồn ngủ do chứng ngủ rũ, rối loạn giấc ngủ làm việc theo ca hoặc ngưng thở khi ngủ do tắc nghẽn (OSA). Trong OSA áp lực đường thở dương liên tục thì thuốc này là phương pháp điều trị ưu tiên. Mặc dù đã thấy sử dụng ngoài nhãn hiệu như một chất tăng cường nhận thức có mục đích, nhưng nghiên cứu về hiệu quả của nó đối với việc sử dụng này chưa được kết luận. Nó được uống qua miệng.
Các tác dụng phụ thường gặp bao gồm đau đầu, lo lắng, khó ngủ và buồn nôn. Các tác dụng phụ nghiêm trọng có thể bao gồm các phản ứng dị ứng như sốc phản vệ, hội chứng Stevens, Johnson, lạm dụng và ảo giác. Không rõ liệu sử dụng trong khi mang thai có an toàn không. Lượng thuốc được sử dụng có thể cần phải được điều chỉnh ở những người có vấn đề về thận hoặc gan. Nó không được khuyến cáo ở những người bị rối loạn nhịp tim, tăng huyết áp đáng kể hoặc phì đại thất trái. Cách thức hoạt động không hoàn toàn rõ ràng. Một khả năng là nó có thể ảnh hưởng đến các vùng não liên quan đến chu kỳ giấc ngủ.
Modafinil được chấp thuận cho sử dụng y tế tại Hoa Kỳ vào năm 1998. Tại Hoa Kỳ, nó được phân loại là chất kiểm soát IV theo lịch do lo ngại về nghiện. Tại Vương quốc Anh, thuốc này chỉ là thuốc kê đơn. Nó có sẵn như là một loại thuốc gốc. Tại Vương quốc Anh, chi phí của NHS khoảng 105,21 bảng mỗi tháng tính đến năm 2018. Tại Hoa Kỳ, chi phí bán buôn số thuốc cần mỗi tháng vào khoảng 34,20 đô la Mỹ vào năm 2018. Năm 2016, thuốc này thuốc được kê đơn nhiều thứ 284 ở Hoa Kỳ, với hơn một triệu đơn thuốc.

## Công dụng

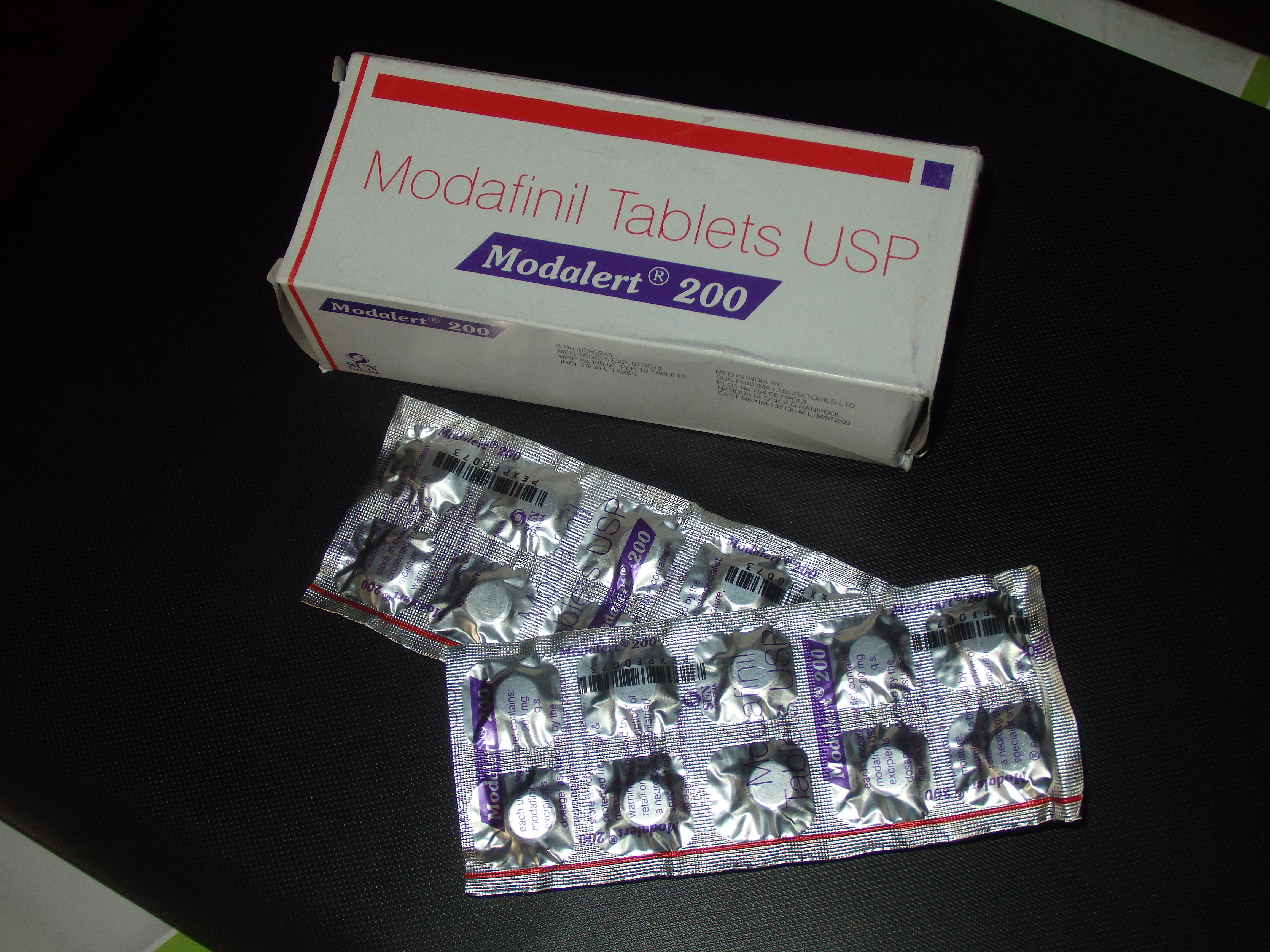
Thuốc viên Modafinil - Modalert 200

### Y khoa
Modafinil là một loại thuốc được sử dụng để điều trị chứng ngủ rũ, rối loạn giấc ngủ làm việc theo ca và buồn ngủ ban ngày quá mức liên quan đến chứng ngưng thở khi ngủ do tắc nghẽn.
Do nguy cơ phát triển da hoặc phản ứng quá mẫn và phản ứng tâm thần nghiêm trọng, Cơ quan y tế châu Âu đã khuyến cáo rằng các đơn thuốc mới của bệnh nhân chỉ nên điều trị chứng buồn ngủ liên quan đến chứng ngủ rũ.